# Красный Холм (Калтасинский район)
Красный Холм (баш. Красный Холм) — село в Калтасинском районе Республики Башкортостан Российской Федерации. Входит в состав Краснохолмского сельсовета.

## География

### Географическое положение
Расстояние до:
- районного центра (Калтасы): 18 км,
- ближайшей ж/д станции (Янаул): 35 км.

## Население
| 2002 | 2009 | 2010 |
| ---- | ---- | ---- |
| 283  | ↗327 | ↘275 |

Национальный состав
Согласно переписи 2002 года, преобладающие национальности — русские (42 %), марийцы (28 %).

## Религия
В селе есть православный Покровский храм.